# Ватанабе Канако
Ватанабе Канако (15 листопада 1996) — японська плавчиня.
Учасниця Олімпійських Ігор 2012, 2016 років.
Чемпіонка світу з водних видів спорту 2015 року.
Чемпіонка світу з плавання на короткій воді 2014 року, призерка 2012 року.
Переможниця Пантихоокеанського чемпіонату з плавання 2014 року.
Переможниця Азійських ігор 2014, 2018 років.
Переможниця літньої Універсіади 2017 року, призерка 2019 року.
Чемпіонка світу з плавання серед юніорів 2011 року.